# Star Wars: The Force Unleashed (відеогра)
Star Wars: The Force Unleashed (укр. Зоряні Війни: Сила Нездоланна) — відеогра від «LucasArts» як складова їхнього мультимедійного проекту «Зоряні Війни: Сила Нездоланна», що вийшла 2008 року на багатьох ігрових платформах.
Таємний учень Дарта Вейдера, Ґален Марек, допомагає йому у винищенні вцілілих джедаїв. Але з часом Ґален починає сумніватися в своєму вчитилеві і йому випадає нагода вирішити долю Альянсу Повстанців.

## Створення
Випуск гри було анонсовано на листопад 2007 року, але згодом відкладений на весну 2008 року, потім — на літо. Насамкінець гра вийшла для PlayStation 2, PlayStation 3, Wii, Xbox 360, PlayStation Portable, Nintendo DS і IPhone 16 вересня 2008 року, хоча демо-версія була доступною для скачування на «Xbox LIVE» і в «Playstation Network» ще з 21 серпня того ж року. В Азії гру було випущено 17 вересня (хоча в Японії вона з'явилася тільки 9 жовтня), а в Європі — 19 вересня.

## Сюжет
Невдовзі після Великого винищення джедаїв імперські шпигуни знаходять на планеті Кашиїк уцілілого джедая Кенто Марека. Дарт Вейдер прибуває на планету, прямує до будинку Кенто, вбиваючи на шляху повстанців, і легко перемагає джедая в дуелі на мечах. Але він відчуває, що поруч є хтось набагато могутніший. Спочатку Вейдер думає, що це наставник Кенто, але незнайомцем виявляється син Кенто, Гален, який раптово вириває меч з руки Вейдера. Відчувши міцний зв’язок хлопчика із Силою, Вейдер убиває Кенто, а Галена потай забирає з собою.
Минає багато років і дорослий Гален, названий тепер Старкіллером, завершує навчання у ситхів. Вейдер відправляє його знищити кількох джедаїв, плануючи, що Старкіллер стане достатньо сильним, або разом із Вейдером убити Імператора та захопити владу. Старкіллер подорожує на борту особистого зорельота "Мандрівна тінь" разом із навчальним дроїдом PROXY та імперською пілотом Юноною Екліпс. Старкіллер повинен розшукати Рама Кота, ветерана Воєн клонів і лідера ополчення; Каздана Паратуса на Раксус Прайм; і Шаак Ті, яка ховається на Фелуції. Під час двобою з Котою Старкіллер передчуває, що Вейдер не завжди буде його господарем. Шаак Ті перед смертю попереджає Старкіллера, що Вейдер зрадить його. Виконавши завдання, Старкіллер прибуває до Вейдера, якому Імператор наказує вбити свого учня, щоб довести свою вірність. Вейдер пронизує Старкіллера мечем і викидає в космос.
Проте Вейдер таємно рятує Старкіллера та посилає його підняти повстання серед ворогів Імперії. Старкіллер рятує Юнону, яка була заарештована і визнана зрадницею Імперії, і тікає разом із нею та PROXY. Шукаючи союзників, Старкіллер знаходить живого Коту в Хмарному Місті та бере його в команду. Потім вони разом летять на Кашиїк, щоб знайти сенатора Бейла Органу. Старкіллер розшукує свій колишній дім і зустрічає дух свого батька, який жалкує, що його сина виїховав Вейдер. Щоб завоювати довіру Бейла, Старкіллер рятує його доньку, принцесу Лею Органу, та звільняє поневолених вукі на її прохання. Але Кота повідомляє, що Бейл зник безвісти на Фелуції після того, як шукав Шаак Ті в надії, що вона врятує Лею. Старкіллер вирушає на Фелуцію, де виявляється, що сенатора схопила колишня учениця Шаак Ті - Маріс Бруд, яка перейшла на Темний бік Сили. Старкіллер перемагає Бруд, але зберігає їй життя та переконує Бейла приєднатися до повстання.
Щоб залучити більше повстанців, Вейдер пропонує Старкіллеру напасти на зоряний руйнівник на Раксус Прайм, аби продемонструвати вразливість Імперії. Юнона розкриває, що Старкіллер все ще служить Вейдеру, але погоджується мовчати. На Раксус Прайм на Старкіллера нападає PROXY, але Старкіллер перемагає його та скидає зоряний руйнівник на планету. Бейл зустрічається з сенаторами Мон Мотмою і Гарм Бел Ібліс на Кореллії, щоб організувати Альянс повстанців. Але несподівано з'являється Дарт Вейдер і заарештовує їх та Коту. Потім Вейдер перемагає Старкіллера та каже йому, що використав учня для виманювання ворогів Імперії, і ніколи не збирався виступати проти Імператора. PROXY жертвує собою, атакуючи Вейдера, і Старкіллер, скориставшись шансом, тікає.
Юнона рятує Старкіллера. Прагнучи помститися Вейдеру, Старкіллер використовує Силу, щоб побачити де ув'язнені сенатори й Кота. Це виявляється на Зірці Смерті. Попрощавшись із Юноною, Старкіллер проникає на станцію та потрапляє до тронного залу імператора. Там Вейдер сходиться у двобої з Вейдером. Старкіллер перемагає свого колишнього господаря. Тоді Імператор підмовляє вбити Вейдера та зайняти його місце. Кота намагається напасти в цю мить на Імператора, але той вражає Коту блискавкою Сили. Гравець повинен обирати між порятунком Коти або вбивством Вейдера.
Якщо гравець обирає Світлий бік, Старкіллер рятує Коту та перемагає Імператора, але щадить його за наполяганням Коти. Імператор знову пускає блискавку Сили в Коту, але Старкіллер поглинає її, жертвуючи собою. Кота й сенатори тікають на "Мандрівній тіні". Імператор і Вейдер стурбовані тим, що загибель Старкіллера надихне новостворений Альянс повстанців. На Кашиїку сенатори організовують повстання, Лея обирає сімейний герб Старкіллера символом Альянсу.
Якщо гравець обирає Темний бік, Старкіллер убиває Вейдера, і Імператор наказує добити Коту. Натомість Старкіллер атакує Імператора, проте той розчавлює Старкіллера "Мандрівною тінню". Юнона, Кота та сенатори при цьому гинуть. Пізніше Старкіллер отямлюється та бачить, що його перетворено на кіборга, як свого часу і Вейдера. Імператор запевняє, що якщо Старкіллер не служитиме йому, то він знайде собі нового учня.

## Саундтрек
|  | Насамкінець, «Зоряні Війни: Сила Нездоланна» — це найкраща річ у «Зоряних війнах» після «Повернення джедая» Хрістофер Кулман (англ. Christopher Coleman) |

Звукова доріжка до гри складається з класичних інструментальних творів Джона Вільямса для «Зоряних війн» і майже 26 хвилин власного доробку, авторами якого є Джессі Гарлін (англ. Jesse Harlin) і Марк Ґріскі (англ. Mark Griskey):
| Track listing | Track listing                                      | Track listing |
| #             | Назва                                              | Тривалість    |
| ------------- | -------------------------------------------------- | ------------- |
| 1.            | «The Force Unleashed» (Jesse Harlin)               | 1:19          |
| 2.            | «General Kota and the Control Room Duel»           | 3:44          |
| 3.            | «Infiltrating the Junk Temple»                     | 2:54          |
| 4.            | «Drexl's Raiders»                                  | 2:51          |
| 5.            | «Approaching Felucia»                              | 3:28          |
| 6.            | «The Sarlacc Unleashed»                            | 3:20          |
| 7.            | «Maris and the Bull Rancor»                        | 2:11          |
| 8.            | «PROXY and the Skyhook»                            | 2:37          |
| 9.            | «Redemption»                                       | 2:19          |
| 10.           | «Juno Eclipse and Finale»                          | 1:12          |
| 11.           | «Ton'yy Rho's Uglehop» (Bonus Track, Jesse Harlin) | 1:13          |
| 25:08         |                                                    |               |

## Озвучування
| Персонаж                                           | Актор (голос)             |
| -------------------------------------------------- | ------------------------- |
| Ґален Марек, Палпатін                              | Sam Witwer                |
| Дарт Вейдер                                        | Matt Sloan                |
| ПРОКСІ                                             | David W. Collins          |
| Джуно Екліпс                                       | Nathalie Cox              |
| Рам Кота                                           | Cully Fredrickson         |
| Бейл Орґана                                        | Jimmy Smits               |
| Оззік Стурн, Кенто Марек, Лобот, імперські офіцери | Tom Kane                  |
| Лея Органа                                         | Catherine Taber           |
| юний Ґален Марек                                   | Zeb Drees                 |
| Ейла Секура                                        | Kari Wahlgren             |
| Меріс Бруд                                         | Adrienne Wilkinson        |
| Шаак Ті                                            | Susan Eisenberg           |
| Каздан Паратус                                     | Larry Drake               |
| Дарт Десолоус, Ґарм Бел Ібліс, Клііф               | Kristoffer Tabori         |
| штурмовики                                         | Lex Lang, Steven Jay Blum |